# Kyle DeVan
Kyle DeVan (Sacramento, Kalifornia, 1985. február 10. –) amerikai amerikaifutball-játékos és -edző, 2025-től a Chicago Bears támadófaledzője. Korábban az Oregon State Beavers játékosa volt, majd 2008-ban a Washington Redskins szerződtette.
2009-ben az Indianapolis Colts tagja volt és játszott a Super Bowlon.

## Edzőként
2016 és 2018 között a Ball State Cardinals, 2019. február 2-ától a 2020-as szezon végéig pedig az Arizona Wildcats támadófaledzője volt. 2021-ben a Michigan Wolverines támadóstratégia-elemzőjeként, 2022-ben pedig a Colorado Buffaloes támadófaledzőjeként dolgozott.
2022. december 21-én a Charlotte 49ers társ-vezetőedzője, játékkoordinátora és támadófaledzője lett. 2023. december 4-étől az Oregon State Beavers alkalmazta.

## Fordítás
- Ez a szócikk részben vagy egészben  a   Kyle DeVan című angol Wikipédia-szócikk ezen változatának fordításán alapul.  Az eredeti cikk szerkesztőit annak laptörténete sorolja fel. Ez a jelzés csupán a megfogalmazás eredetét és a szerzői jogokat jelzi, nem szolgál a cikkben szereplő információk forrásmegjelöléseként.